# Hitzone 56
Radio 538 Hitzone 56 is een verzamelalbum. Het album, onderdeel van de serie Hitzone, werd op 4 februari 2011 uitgegeven door de Nederlandse radiozender Radio 538. Radio 538 Hitzone 56 belandde op de 1e plaats in de Compilation Top 30 en wist deze positie zes weken te behouden. Het album stond tevens drie weken op de 2e plaats in de CombiAlbum Top 100.

## Nummers
| Nr. | Titel                | Uitvoerend artiest                              | Duur |
| --- | -------------------- | ----------------------------------------------- | ---- |
| 1.  | Rolling in the Deep  | Adele                                           | 3:50 |
| 2.  | Hello                | Martin Solveig & Dragonette                     | 3:13 |
| 3.  | Raise Your Glass     | P!nk                                            | 3:25 |
| 4.  | Perfectly Lonely     | John Mayer                                      | 4:29 |
| 5.  | Firework             | Katy Perry                                      | 3:49 |
| 6.  | The Time (Dirty Bit) | The Black Eyed Peas                             | 4:15 |
| 7.  | Stay the Night       | James Blunt                                     | 3:35 |
| 8.  | What's My Name?      | Rihanna feat. Drake                             | 4:27 |
| 9.  | Heartbeat            | Enrique Iglesias feat. Nicole Scherzinger       | 3:49 |
| 10. | We R Who We R        | Ke$ha                                           | 3:27 |
| 11. | Dirty Situation      | Mohombi feat. Akon                              | 3:43 |
| 12. | Just a Dream         | Nelly                                           | 4:00 |
| 13. | High Places          | Kane & Ilse DeLange                             | 3:45 |
| 14. | More                 | Usher                                           | 3:51 |
| 15. | I Run to You         | Lady Antebellum                                 | 3:51 |
| 16. | Golden Days          | Krystl                                          | 2:53 |
| 17. | Maybe                | Sick Puppies                                    | 3:26 |
| 18. | Well, Well, Well     | Duffy                                           | 2:45 |
| 19. | 2Gether              | Roger Sanchez & Far East Movement feat. Kanobby | 2:33 |
| 20. | Turbo                | New Kids feat. DJ Paul Elstak                   | 3:33 |

| Nr. | Titel                           | Uitvoerend artiest                         | Duur |
| --- | ------------------------------- | ------------------------------------------ | ---- |
| 1.  | Just the Way You Are            | Bruno Mars                                 | 3:42 |
| 2.  | Hey (Nah Neh Nah)               | Milk & Sugar vs. Vaya Con Dios             | 3:06 |
| 3.  | Like a G6                       | Far East Movement feat. The Cataracs & Dev | 3:39 |
| 4.  | If You Don't Know Me by Now     | Ben Saunders                               | 3:42 |
| 5.  | Zing voor me                    | Lange Frans & Thé Lau                      | 3:37 |
| 6.  | Waterkant                       | Marco Borsato                              | 3:51 |
| 7.  | The Flood                       | Take That                                  | 4:13 |
| 8.  | Stuck                           | Caro Emerald                               | 3:54 |
| 9.  | Magic                           | B.o.B feat. Rivers Cuomo                   | 3:18 |
| 10. | Big World                       | Jacqueline                                 | 3:08 |
| 11. | Werd de tijd maar teruggedraaid | Jeroen van der Boom                        | 4:31 |
| 12. | Niton (The Reason)              | Eric Prydz                                 | 3:05 |
| 13. | 'k Heb je lief                  | René Froger                                | 4:19 |
| 14. | For the First Time              | The Script                                 | 4:13 |
| 15. | Skinny Genes                    | Eliza Doolittle                            | 3:06 |
| 16. | Take a Chance on Us             | Scouting for Girls                         | 5:20 |
| 17. | You're Not Alone                | Mads Langer                                | 3:09 |
| 18. | Take Me In                      | Roel van Velzen                            | 3:50 |
| 19. | Written in the Stars            | Tinie Tempah feat. Eric Turner             | 3:29 |
| 20. | Sterrenstof                     | De Jeugd van Tegenwoordig                  | 3:39 |